# Lac
För andra betydelser, se Lac (olika betydelser).
Lac (franska: District du Lac, tyska: Seebezirk) är ett distrikt i kantonen Fribourg i Schweiz.

## Geografi

### Indelning
Lac är indelat i 15 kommuner:
- Courgevaux
- Courtepin
- Cressier
- Fräschels
- Greng
- Gurmels
- Kerzers
- Kleinbösingen
- Meyriez
- Misery-Courtion
- Mont-Vully
- Muntelier
- Murten
- Ried bei Kerzers
- Ulmiz

Inom distriktet ligger även en enklav, Münchenwiler, som tillhör kantonen Bern. Kommunen Gurmels har en exklav i kantonen Bern, Wallenbuch. I distriktet ligger även det kommunlösa området Staatswald Galm som förvaltas direkt av kantonen.